# Primauguet (incrociatore 1924)
Il Primauguet fu un incrociatore leggero della Marine nationale francese, terza e ultima unità della classe Duguay-Trouin ed entrato in servizio nel settembre 1926.
Dislocato più volte in Estremo oriente durante il periodo interbellico, l'incrociatore fu attivo nel corso delle prime fasi della seconda guerra mondiale operando nel teatro dell'oceano Atlantico e del Mar dei Caraibi; rimasto fedele al Governo di Vichy dopo la capitolazione della Francia, il Primauguet rimase inoperativo a Casablanca fino all'8 novembre 1942, quando affrontò in combattimento la potente task force statunitense impegnata nell'operazione Torch: in un impari scontro, l'incrociatore fu ripetutamente centrato e, ridotto a un relitto in fiamme, portato a incagliare lungo la costa nei pressi di Casablanca.

## Storia

### Periodo interbellico
Ordinata con la legge navale del 18 aprile 1922, la nave venne impostata il 10 o il 16 agosto 1923 per poi essere varata il 21 maggio 1924 con il nome di Primauguet (o Primaguet) in onore di Hervé de Portzmoguer detto "Primauguet", comandante navale bretone del XVI secolo. La nave entrò quindi in servizio il 1º settembre 1926 dopo estese prove in mare, anche se il completamento ufficiale della sua costruzione non fu decretato che il 1º aprile 1927, dopo ulteriori lavori che comportarono l'installazione a bordo di una catapulta per aerei e degli alloggiamenti per due idrovolanti da ricognizione Besson MB-35.
La nave fu assegnata alla 3ème Division légère in coppia con le altre due unità della sua classe (Duguay-Trouin e Lamotte-Picquet). Poco dopo il suo completamento, l'incrociatore salpò per una lunga crociera addestrativa intorno al mondo, salpando da Brest il 20 aprile 1927 e rientrando solo il 20 dicembre seguente; negli anni seguenti il Primauguet fu variamente impiegato per diversi mesi all'anno in crociere addestrative in giro per il mondo, finché il 15 aprile 1932 non salpò alla volta di Saigon per entrare in forza alla flotta francese dislocata in Estremo oriente. La nave rientrò in patria il 10 gennaio 1936 per essere sottoposta a lavori di grande manutenzione, nel corso dei quali l'armamento antiaereo fu potenziato con l'aggiunta di due mitragliere singole da 25/60 mm M1938 e quattro impianti quadrupli di mitragliatrici da 13,2 mm; dopo il suo rientro in servizio nel settembre 1937, la nave fu nuovamente inviata nelle acque dell'Estremo oriente raggiungendo Saigon il 21 novembre seguente.

### Seconda guerra mondiale
Nel giugno 1939 il Primauguet fu sostituito nel suo ruolo in Estremo oriente dall'incrociatore Suffren e fu richiamato in patria. Allo scoppio della seconda guerra mondiale nel settembre seguente, l'incrociatore fu distaccato per operare nell'oceano Atlantico in missioni di pattugliamento e scorta ai convogli mercantili alleati; nel marzo 1940 il Primauguet fu di base a Orano per condurre missioni di pattugliamento a caccia di mercantili nemici nella zona delle isole Canarie. Il 1º aprile la nave salpò da Orano alla volta di Fort-de-France nella colonia caraibica della Martinica, dove doveva rimpiazzare nel suo ruolo l'incrociatore Jeanne d'Arc; nel corso della traversata dell'Atlantico il Primauguet fermò e ispezionò cinque mercantili appartenenti a varie nazioni, onde verificare che non stessero conducendo del contrabbando a favore della Germania nazista.
Dalla Martinica il Primauguet condusse varie missioni di pattugliamento nelle acque caraibiche a caccia di mercantili nemici, sorvegliando in particolare il centro petrolifero di Aruba nelle Antille olandesi; il 14 maggio 1940, quando giunse la notizia che i Paesi Bassi erano capitolati a seguito dell'invasione tedesca, il Primauguet sbarcò ad Aruba un contingente armato onde mettere in sicurezza le installazioni petrolifere dell'isola. Il Primauguet fu richiamato a Dakar il 12 giugno 1940, giusto pochi giorni prima la firma della capitolazione francese il 22 giugno seguente; la nave si trovava a Dakar il 7 e 8 luglio 1940, quando aerei britannici attaccarono la base per mettere fuori servizio la nave da battaglia Richelieu, onde impedire che potesse cadere in mano tedesca.

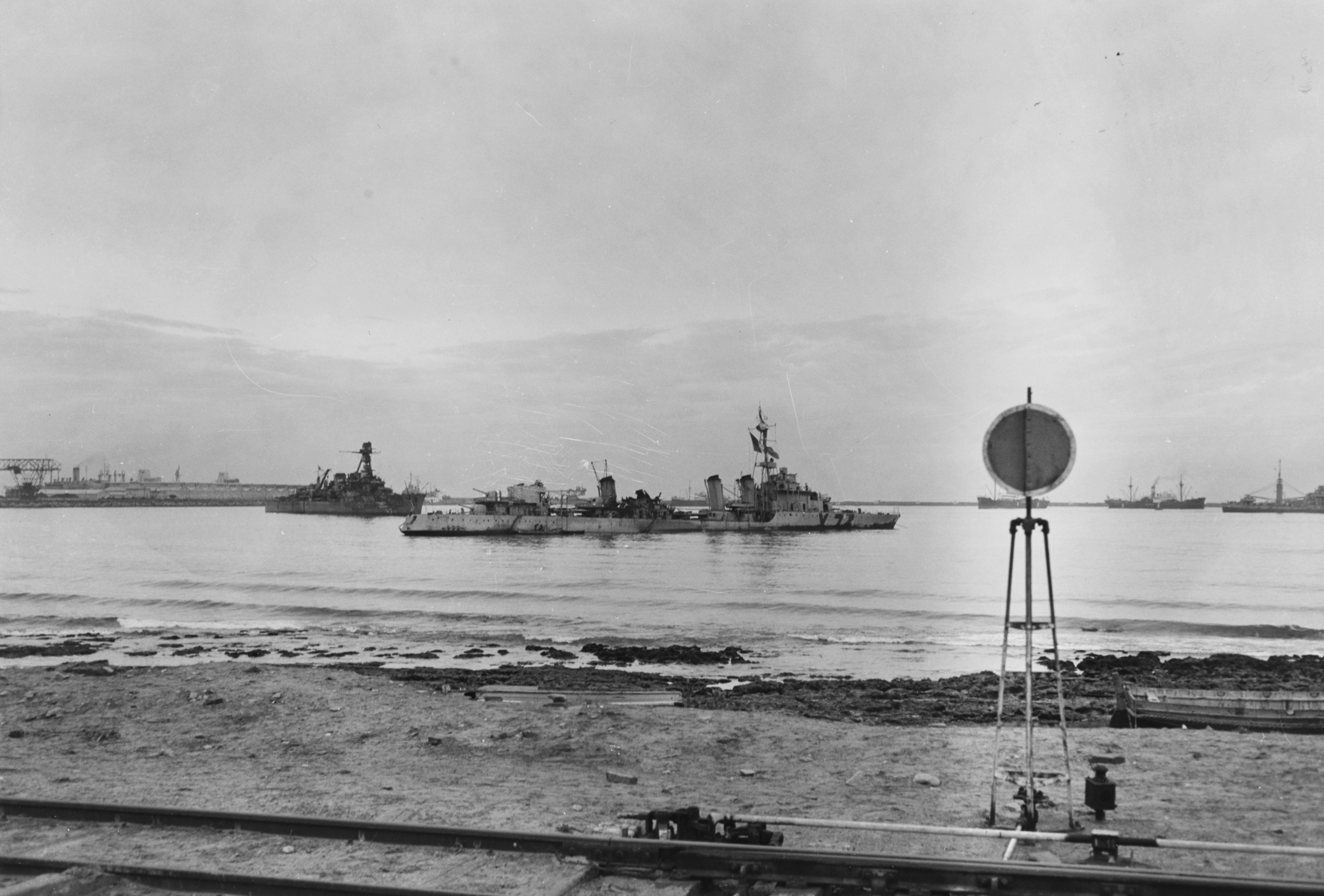
Relitti di unità francesi messe fuori combattimento nello scontro di Casablanca dell'8 novembre 1942: in primo piano il cacciatorpediniere Albatros, in secondo piano il relitto carbonizzato del Primauguet

Dopo l'armistizio il Primauguet rimase fedele alla Francia di Vichy, venendo dislocato di base a Casablanca in Marocco per operare contro le manovre intentate da britannici e francesi liberi contro le colonie nordafricane della Francia. Il 4 settembre 1940 il Primauguet fu inviato a Dakar di scorta alla petroliera Tarn, salpata in appoggio a tre incrociatori francesi diretti a Libreville con un carico di funzionari e truppe fedeli a Vichy; il 14 settembre, al largo delle coste del Benin, il Primauguet e la Tarn furono intercettati in mare dagli incrociatori britannici HMS Cornwall e HMS Delhi, e dopo un lungo negoziato le due navi francesi furono convinte a interrompere la missione e a rientrare sotto scorta a Casablanca.
Il Primauguet trascorse il resto del conflitto praticamente fermo a Casablanca, immobilizzato dalla carenza di carburante e pezzi di ricambio. La nave si trovava in porto praticamente in stato di disarmo quando, l'8 novembre 1942, Casablanca fu attaccata da una forza navale statunitense nel corso dei più ampi eventi dell'operazione Torch; l'incrociatore tentò, insieme alle altre navi francesi presenti in rada, di contrastare lo sbarco dei reparti nemici scontrandosi con la potente flotta d'appoggio composta dalla portaerei USS Ranger, dalla nave da battaglia USS Massachusetts e dagli incrociatori USS Wichita, USS Tuscaloosa, USS Augusta e USS Brooklyn. Nel corso di uno scontro impari, il Primauguet fu ripetutamente centrato da bombe d'aereo e proiettili di grosso calibro, riportando tra l'equipaggio 45 morti (tra cui il comandante, capitano di vascello Leon Joseph Marie Mercier) e 200 feriti; ridotto a un relitto in fiamme, l'incrociatore fu portato a incagliare in prossimità della costa per permettere ai superstiti di mettersi in salvo, bruciando poi fino al mattino seguente.
Il relitto del Primauguet rimase a lungo nel luogo dove era stato incagliato, finché non venne smantellato nel 1951.